# Carel Leonhard Brinkman
Carel Leonhard Brinkman (Amsterdam, 10 september 1820 – aldaar, 30 september 1881) was een Nederlands bibliograaf, uitgever en boekverkoper.
Brinkman maakte zich als uitgever verdienstelijk in het uitgeven van schoolboeken en van tijdschriften voor bouw- en werktuigkunde. In 1860 trok hij Anthony Winkler Prins aan als bewerker van zijn Geïllustreerde Encyclopaedie (16 dln., 1870-1882). Zelf zou hij de voltooiing van deze uitgave niet meer meemaken. Brinkmans belangrijkste eigen werk is het bibliografisch materiaal dat hij ten dienste van de boekhandel verzamelde. Brinkmans Cumulatieve Catalogus van Boeken 1858-2001 is nog steeds de naam voor de Nederlandse bibliografie.